# 1643 az irodalomban
Az 1643. év az irodalomban.

## Események
- Molière néhány társával megalapítja első színházát, az Illustre Théâtre.

## Publikációk
- Megjelenik Paul Scarron szatirikus műve: Typhon ou la Gigantomachie.

## Születések
- március 4. – Frangepán Ferenc Kristóf horvát főnemes, őrgróf, költő († 1671)

## Halálozások
- ? – Frang Bardhi (latinul Franciscus Blancus) albán egyházi vezető, szótáríró és történetíró (* 1606)